# 葉家宅
葉家宅是中華人民共和國上海市普陀區蘇州河南岸葉家宅路附近的一個地名，原本附近有個村落就叫葉家宅。當時的居民點有六鳳里和德隆坊。20世紀初，周邊陸續出現工廠。中華人民共和國建國後，上棉六廠和上棉七廠就位於此處。